# Майдан Незалежності (Полтава)
Майдан Незалежності — майдан у центральній частині Полтави. Знаходиться за два квартали від Круглої площі. Площу перетинають вулиці Соборності, Коваля і Покровська, прилягають вулиці Сінна, Дмитра Коряка, Капітана Володимира Кісельова, Семена Антонця і Театральна.

## Опис
На чільному місці площі стоїть будинок обласної державної адміністрації, а до проголошення незалежності України це була будівля Полтавської обласної ради, де за радянських часів працювали обком Компартії України, обласний виконавчий комітет і обком комсомолу. Частину площі займає парк Незалежності (колишній Романівський парк). У межах парку містяться: будівлі міського будинку культури, палац спорту «Спартак» із басейном, стадіон «Ворскла», пам'ятник-погруддя найвідомішому в Російській імперії ініціатору відродження Олімпійських ігор генерал-майору Олексію Бутовському. Навпроти стадіону знаходиться будівля поліклініки, у якій за царських часів із 1904 року містилася Полтавська міська управа, міська санітарна рада, управління Полтавського товариства взаємного страхування майна від вогню, управління купецького старости і Сирітський суд. За стадіоном міститься ДЮСШ «Ворскла» ім. І. І. Горпинка. На території майдану в районі міського будинку культури часто проводяться виставки-ярмарки.

## Історія
Від початку XIX сторіччя площа називалася Ярмарковою, із середини XIX ст. — Сінною, а з 20-х рр. ХХ ст. — площею Ф. Дзержинського. Ярмаркова площа займала набагато більшу територію, ніж сучасний Майдан Незалежності, простягаючись аж до нинішньої вул. Юліана Матвійчука. Довгий час площа являла собою заміський вигін, де йшла жвава торгівля кормами, дровами, сіном, городиною, виробами ковальства і гончарства. На ній у XIX ст. щорічно проводилися ярмарки. Згодом було закладено Романівський парк. 1894 року на Сінній площі було зведено Свято-Троїцьку церкву, зруйновану в часи радянської політики войовничого атеїзму. 1897 року на краю тодішньої площі спорудили двоповерховий будинок під переведене у Полтаву ремісниче училище, яке готувало слюсарів, ковалів, ливарників і столярів для сільського господарства і було засновано 1878 року в с. Дігтярі Прилуцького повіту з ініціативи поміщика-мецената Г. Галагана. Нині — це приміщення Полтавського коледжу харчових технологій (вул. Юліана Матвійчука, 56). На майдані з кінця 20-х рр. ХХ ст. діяла авіаційна школа, де в 1932-1935 рр. працював молодий випускник Севастопольської школи морських льотчиків С. А. Леваневський, який у квітні 1934 р. (другим у СРСР) одержав звання Героя Радянського Союзу за хоробрість і мужність, виявлені під час порятунку експедиції челюскінців. У передвоєнні роки на площі діяв також танкодром РСЧА і розташовувався штаб 25-ї Чапаєвської дивізії. З початку 1950-х рр. Сінна площа стала місцем проведення постійної виставки досягнень народного господарства Полтавської області, для якої звели низку виставкових павільйонів і торговельних споруд. На території, відведеній під ВДНГ, де нині будинок Полтавської обласної ради і облдержадміністрації, з 1951 до 1956 р. стояв пам'ятник Сталіну. 
На місці теперішнього стадіону і прилеглої до нього частини майдану за Російської імперії був іподром, заснований 1852 року з ініціативи Полтавського товариства випробування коней. Він діяв на тодішній Сінній (Ярмарковій) площі до 1917 року. Перші змагання відбулися на ньому в червні 1853 р., а в 1910 р. з іподрому стартував літак відомого російського авіатора С. Уточкіна «Фарман», який уперше облетів місто і околиці, що надихнуло на створення в 1911 р. Полтавського аероклубу.
Сучасну споруду стадіону було відкрито на честь 800-ї річниці першої згадки про Полтаву. В день святкування цього ювілею, 12 липня 1974 року, перед його центральним входом було встановлено обеліск, під мармуровою плитою якого замуровано капсулу з листом трудящих Полтави до своїх нащадків, які житимуть у 2074 році. У липні 1980 року на стадіоні було проведено свято зустрічі Олімпійського вогню, маршрут якого пролягав через Полтаву. Стадіон — місце проведення масових спортивно-театралізованих свят. Після реконструкції 2009 року там відбуваються як матчі національного чемпіонату, так і міжнародні футбольні ігри. 

## Галерея

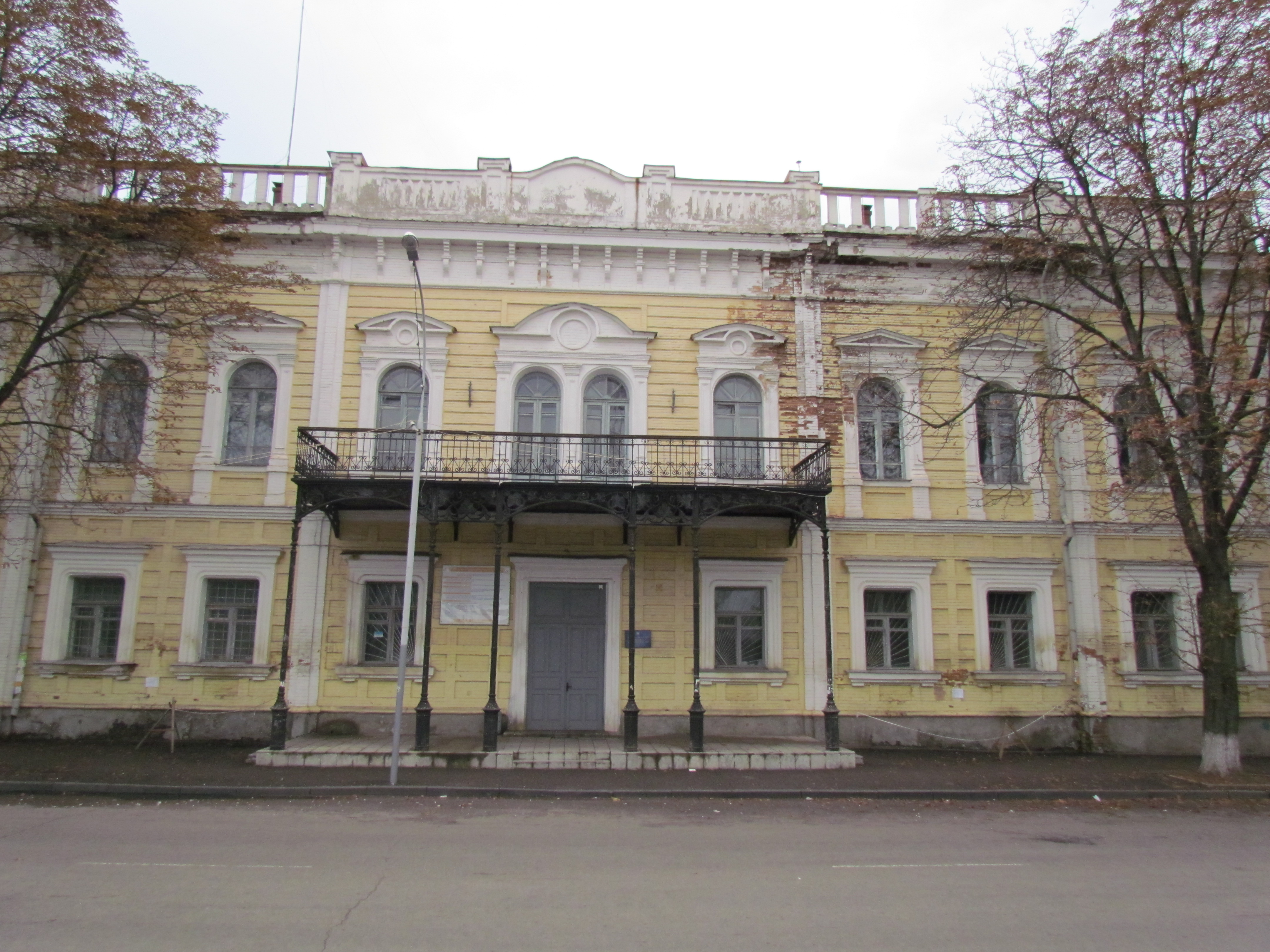
Військова поліклініка (Майдан Незалежності, 1-Б)
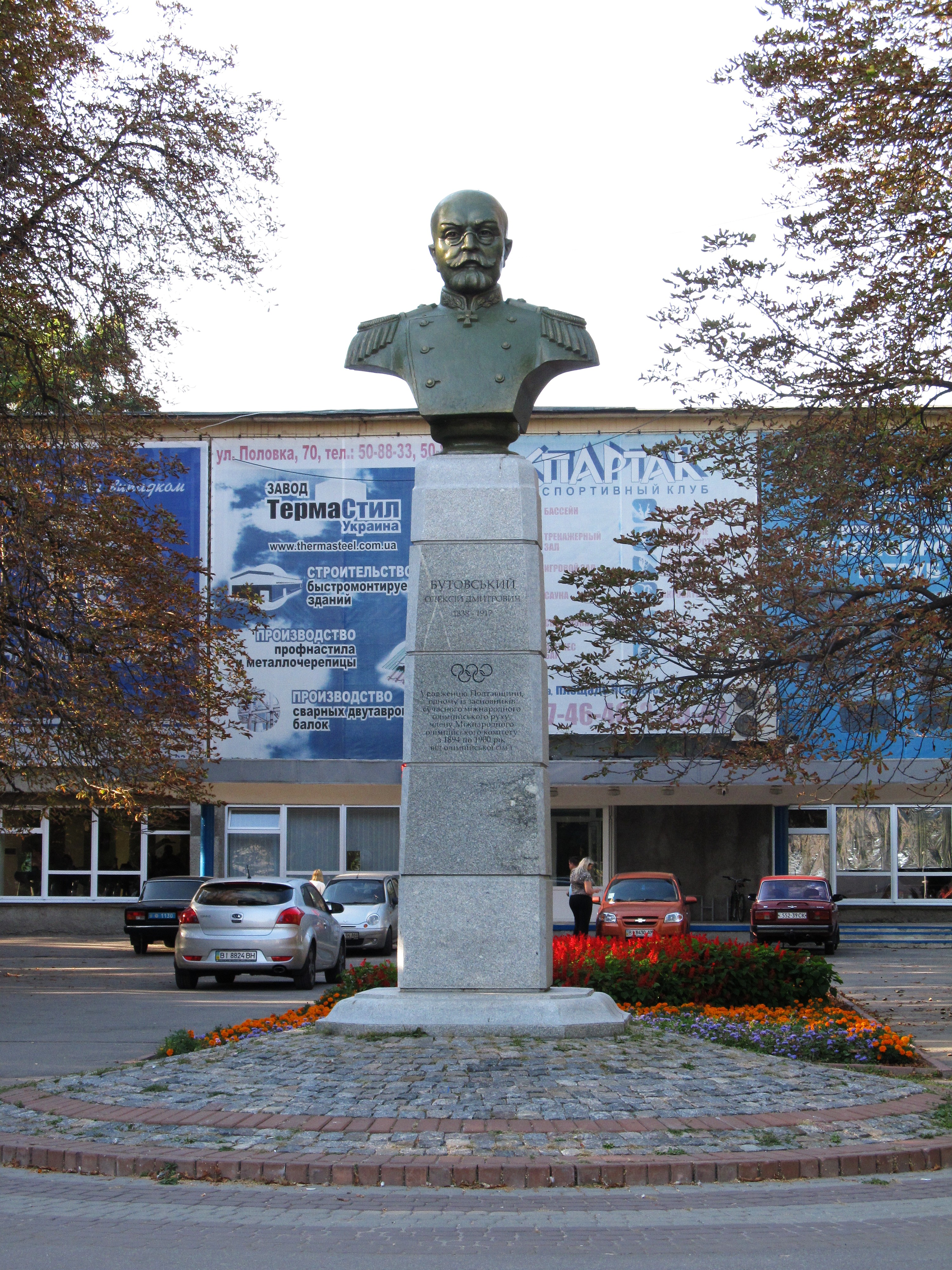
Пам’ятник-погруддя Олексію Бутовському на тлі спорткомплексу «Спартак»
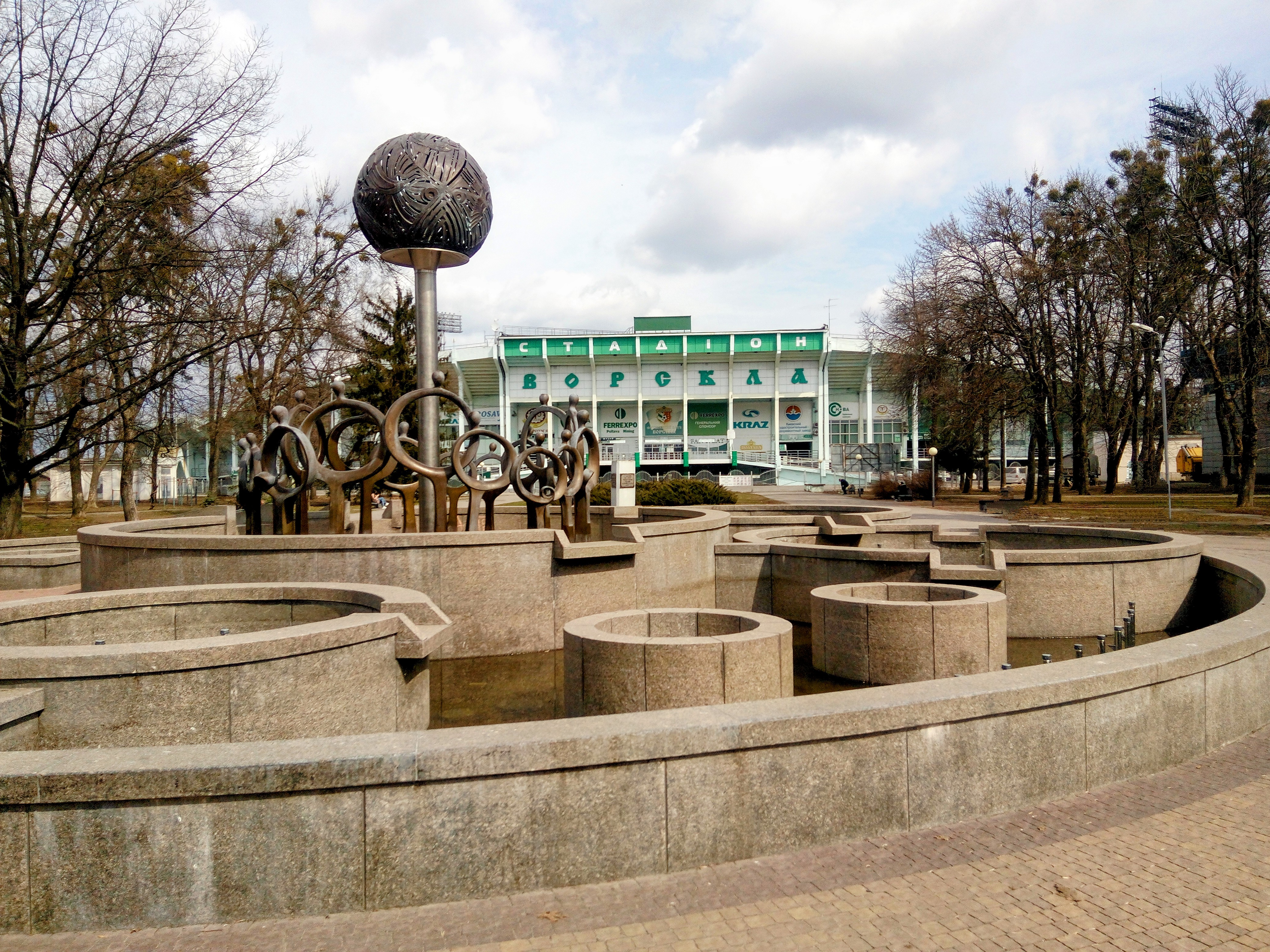
Фонтан за мільйон доларів на тлі стадіону "Ворскла"